# طواف قطر 2015
طواف قطر 2015 (بالإنجليزية: 2015 Tour of Qatar)‏ هو سباق دراجات هوائية أقيم بتاريخ 8 فبراير 2015، تكون السباق من 6 مراحل وامتدّ لمسافة 784.4 كم بسرعة 44.5 كم/س، استغرق السباق 17 ساعة 36 دقيقة 48 ثانية. فاز به الهولندي نيكي تيربسترا وحلّ ثانيا البولندي ماسيج بودنار بينما حصل على المركز الثالث النرويجي ألكسندر كريستوف.

## الترتيب
| م                     | الدرّاج          | البلد    | الزمن                     |
| --------------------- | --------------- | -------- | ------------------------- |
| الفائز بالترتيب العام | نيكي تيربسترا   | هولندا   | 17 ساعة 36 دقيقة 48 ثانية |
| الثاني                | ماسيج بودنار    | بولندا   |                           |
| الثالث                | ألكسندر كريستوف | النرويج  |                           |
| حسب النقاط            | ألكسندر كريستوف | النرويج  | -                         |
| أفضل شاب              | بيتر ساجان      | سلوفاكيا | -                         |

## روابط خارجية
- طواف قطر 2015 على موقع إحصائيات الدراجات الإحترافية (الإنجليزية)